# Droga krajowa nr 45 (Węgry)
Droga krajowa nr 45 (węg. 45-es főút) – droga krajowa w komitatach Jász-Nagykun-Szolnok i Csongrád w południowych Węgrzech. Długość - 52 km. Przebieg: 
- Kunszentmárton – skrzyżowanie z drogą 44
- Szentes – skrzyżowanie z drogą 451
- Hódmezővásárhely – skrzyżowanie z drogą 47